# Icușeni (okręg Jassy)
Icușeni – wieś w Rumunii, w okręgu Jassy, w gminie Victoria. W 2011 roku liczyła 431 mieszkańców.